# Historisches Zentrum von Shahrisabz
Historisches Zentrum von Shahrisabz ist eine von der UNESCO gelistete Stätte des Weltkulturerbes in dem zentralasiatischen Staat Usbekistan. Die Welterbestätte umfasst den historischen Stadtkern (Schahrestan) der Stadt Shahrisabz (persisch Schahr-e Sabz).

## Hintergrund
Shahrisabz, ursprünglich Kesch genannt, ist eine über 2000 Jahre alte Stadt, die das kulturelle und politische Zentrum der Region Kesch im 14. und 15. Jahrhundert war. Timur wurde hier geboren und wollte Kesch anstelle von Samarqand zur Hauptstadt seines Reiches ausbauen. Er ließ Bauwerke von teilweise monumentalen Abmessungen errichten. Das historische Zentrum von Shakhrisabz zeugt von der Entwicklung der Stadt und von Jahrhunderten ihrer Geschichte, vor allem von der Zeit Timurs und der Timuriden im 15. und 16. Jahrhundert.

## Eintragung
Das historische Zentrum von Shahrisabz wurde 2000 aufgrund eines Beschlusses der 24. Sitzung des World Heritage Committee als dritte Weltkulturerbestätte in Usbekistan in die Liste des UNESCO-Welterbes eingetragen.
Die Welterbestätte umfasst eine Fläche von 240 Hektar und ist von einer 82 Hektar großen Pufferzone umgeben. Die Grenze des Schutzbereichs folgt im Wesentlichen der mittelalterlichen Stadtmauer.
In der Begründung für die Eintragung heißt es unter anderem:

„Innerhalb der in den mittelalterlichen Mauern findet sich eine Sammlung außergewöhnlicher Denkmäler und altertümlicher Quartiere, von denen Teile noch verblieben sind. Das historische Zentrum von Shahrisabz zeugt von der säkularen Entwicklung der Stadt und von Jahrhunderten ihrer Geschichte, besonders aus der Zeit Timurs und der Timuriden im 15. Jahrhundert. Trotz des Zahns der Zeit sind die Reste noch beeindruckend in der Harmonie und Kraft der Stile, eine Bereicherung des architektonischen Erbes Zentralasiens und der islamischen Welt.“

Die Eintragung erfolgte aufgrund der Kriterien (iii) und (iv).

„(iii): Shahrisabz enthält viele schöne Baudenkmäler, und insbesondere jene aus der Timuridenzeit, die von großer kultureller und politischer Bedeutung im mittelalterlichen Zentralasien war.“

„(iv): Die Gebäude von Shakhrisyabz, insbesondere der Palast Oq Saroy und Timurs Gruft, sind herausragende Beispiele für einen Stil, der die Architektur dieser Region stark beeinflusst hat.“

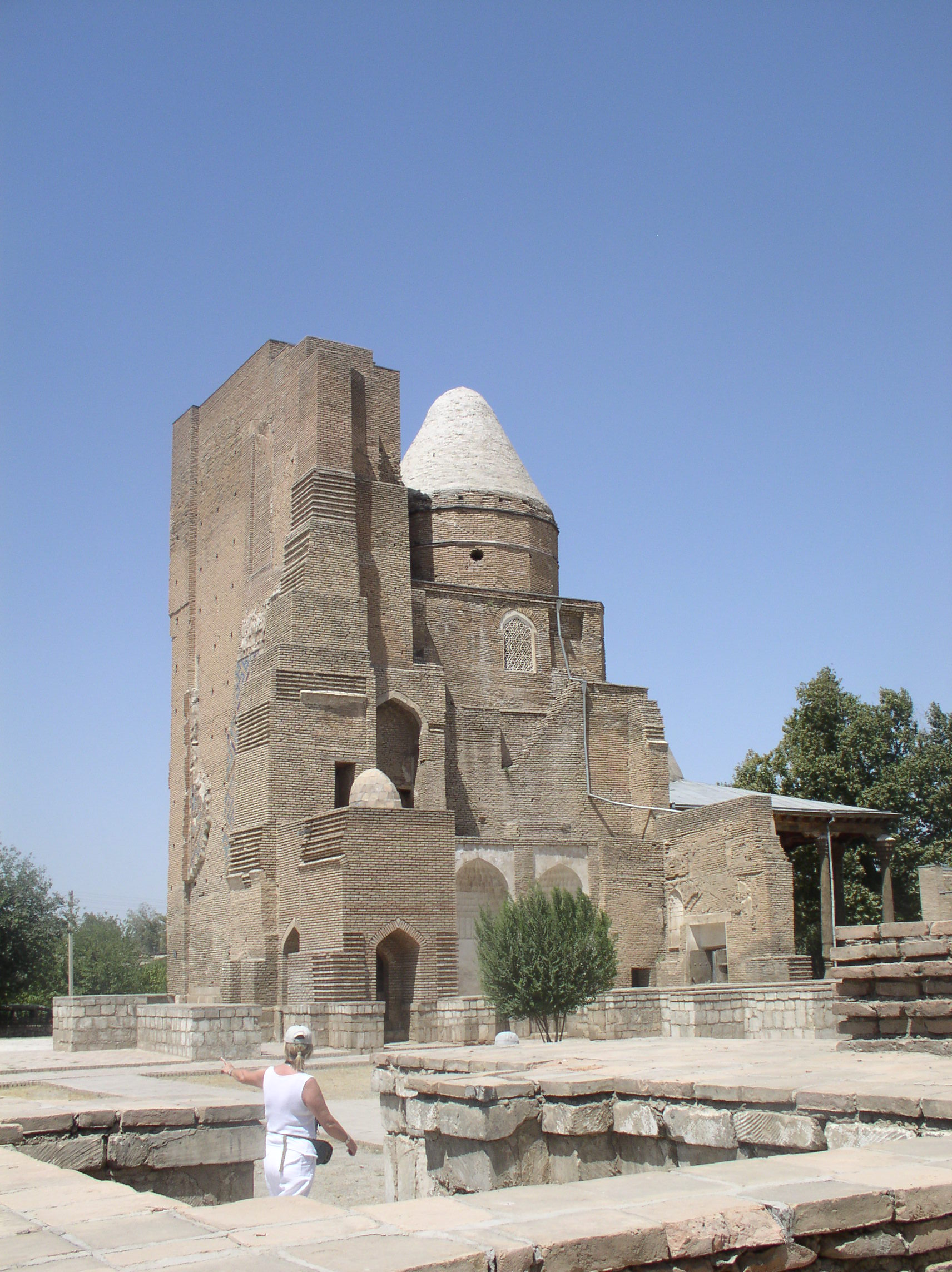
Jahangir-Mausoleum
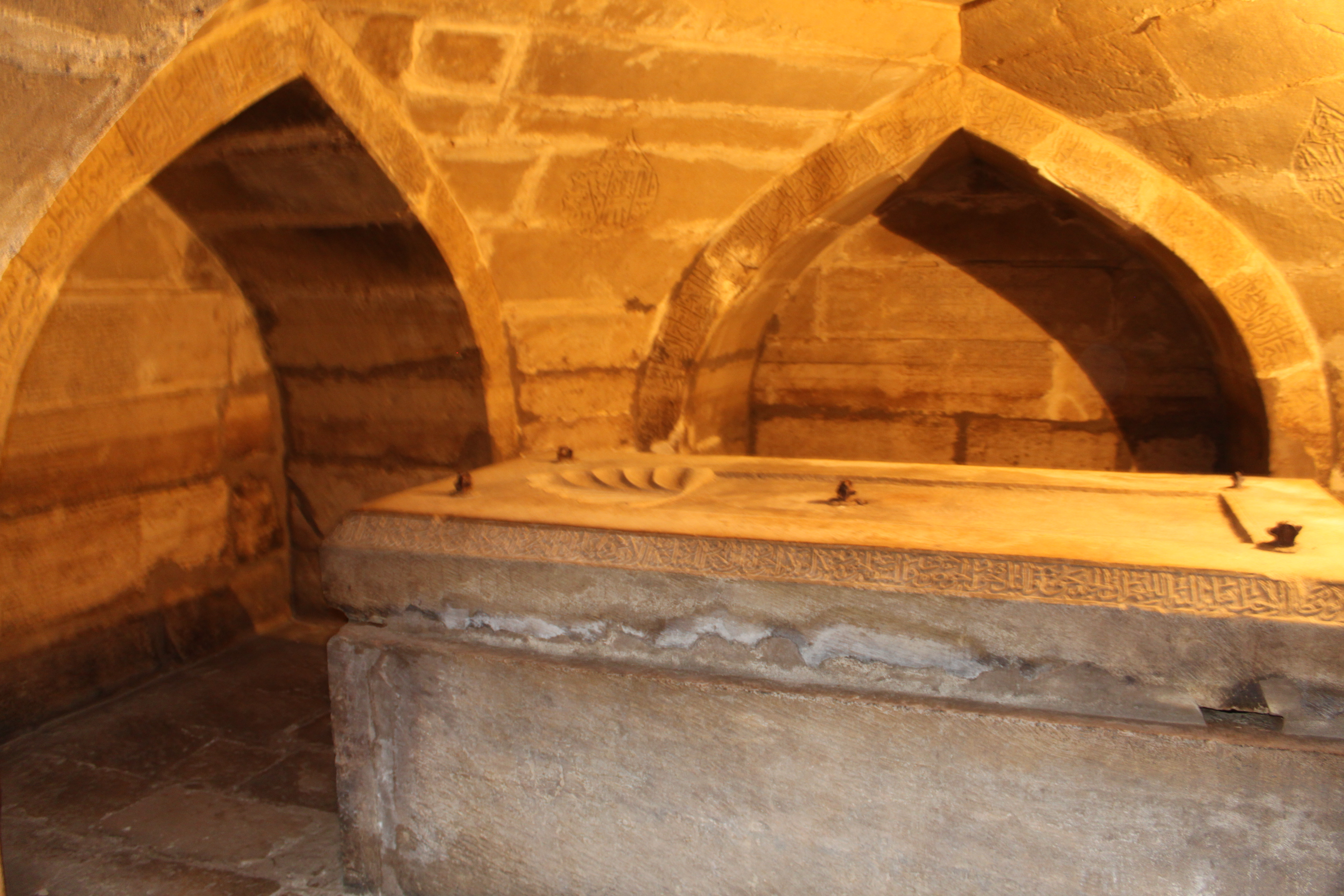
Timurs Gruft
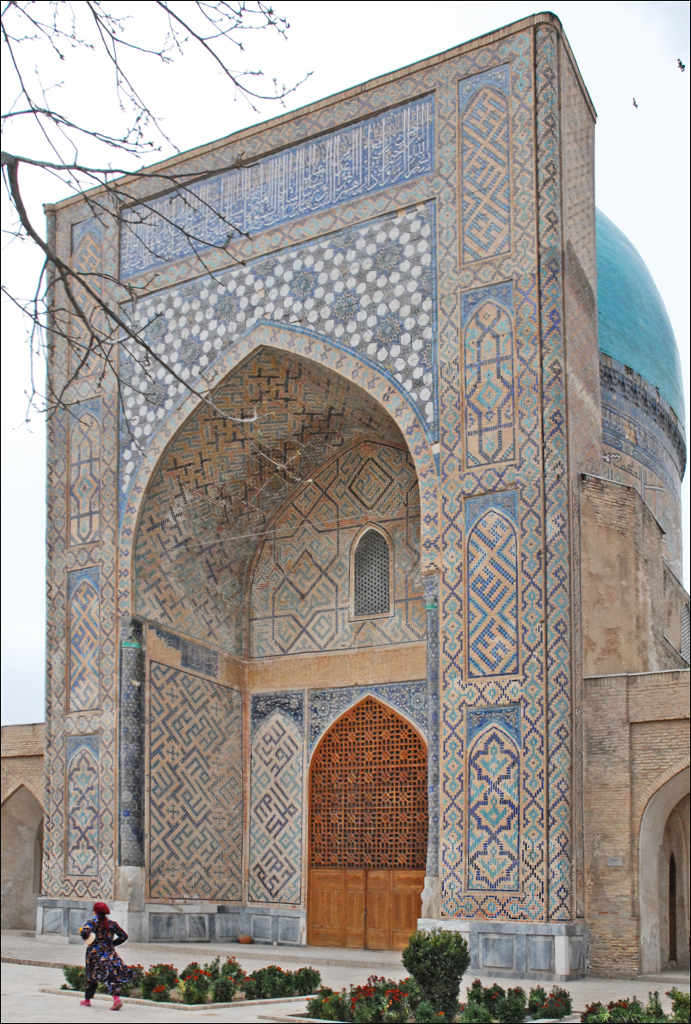
Kok-Gumbaz-Moschee
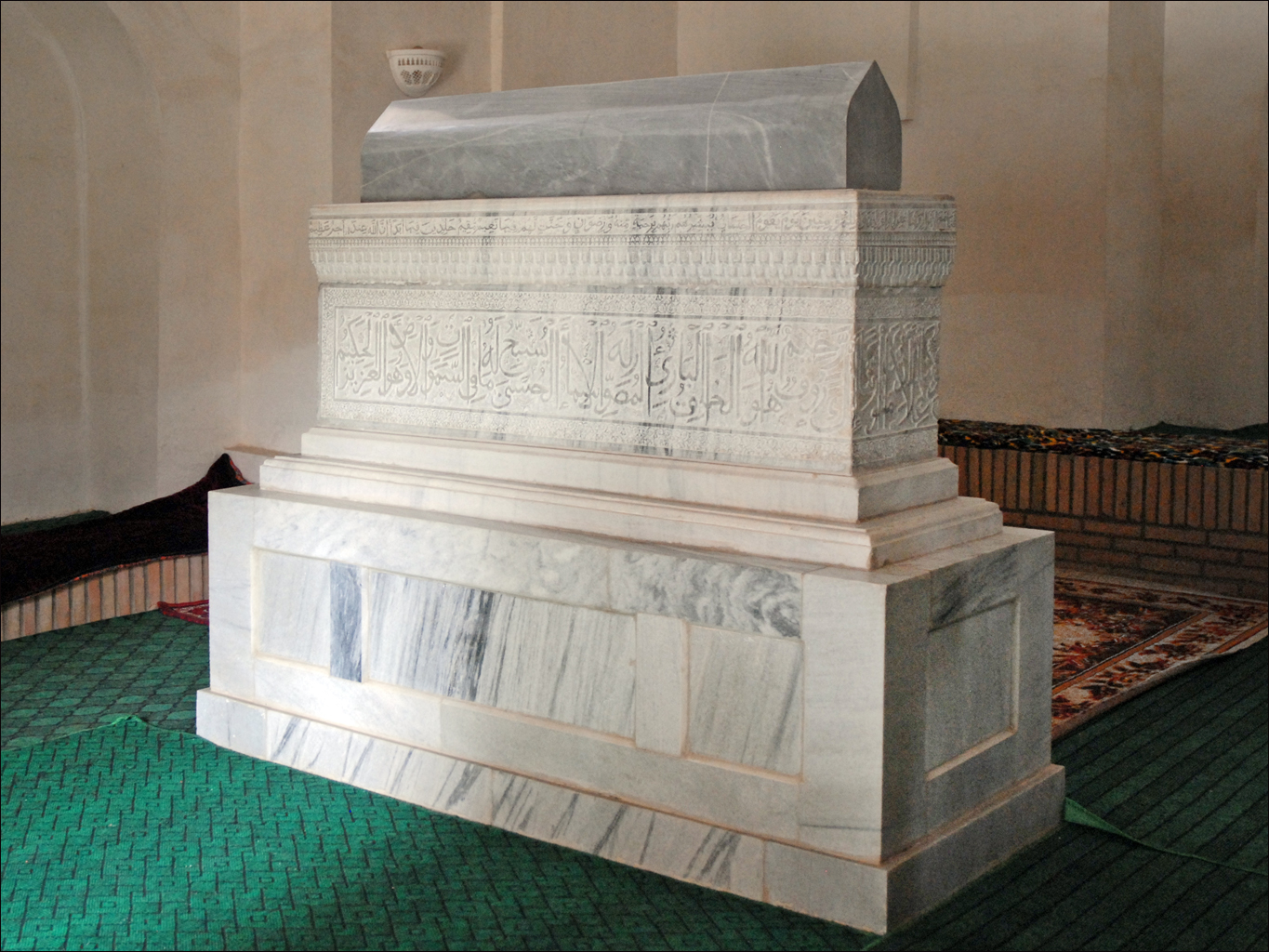
Schamseddin-Kulal-Mausoleum

Zu einer Auflistung historischer Bauwerke von Shahrisabz siehe Shahrisabz#Stadtbild und Architektur.

## Gefährdung
In seiner 40. Sitzung 2016 beschloss das World Heritage Committee, das historische Zentrum von Shahrisabz in die Liste des gefährdeten Welterbes aufzunehmen.
Zur Begründung wird unter anderem ausgeführt, dass die touristische Infrastruktur auf dem Gelände überentwickelt sei. Zerstörung von Gebäuden in der Mitte des mittelalterlichen Viertels und der Bau moderner Einrichtungen, darunter Hotels und anderer Gebäude, habe irreversible Veränderungen des Erscheinungsbildes des historischen Zentrums von Shahrisabz bewirkt.